# John A. Costello

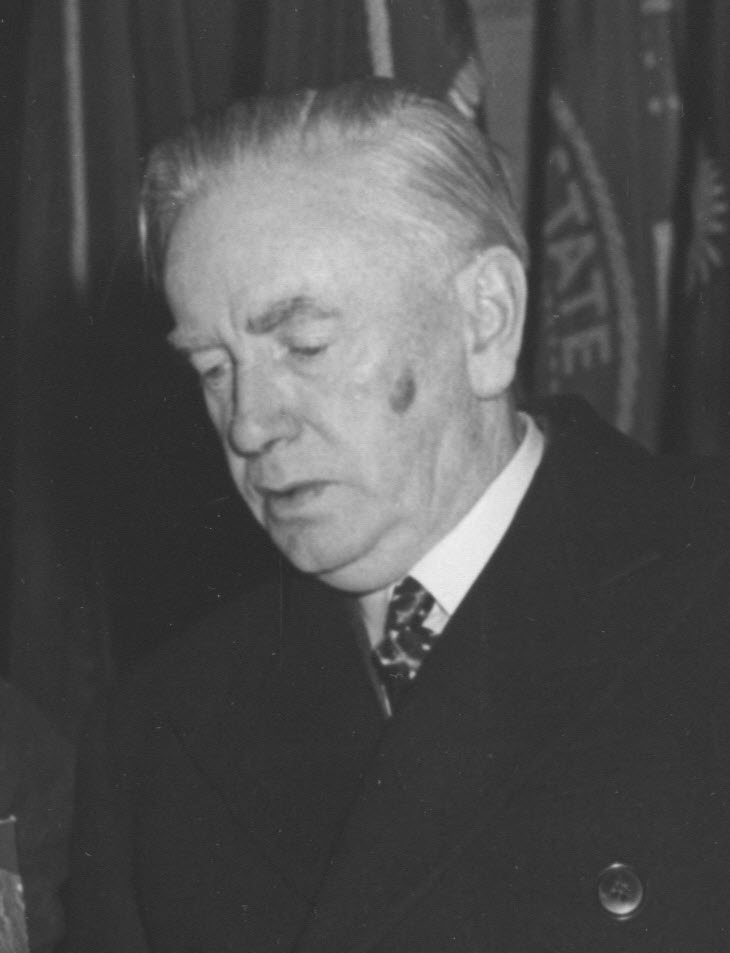
John A. Costello (1956)

John Aloysius Costello (irisch: Seán Alabhaois Mac Coisdealbha; * 20. Juni 1891 in Dublin; † 5. Januar 1976 ebenda) war ein irischer Politiker der Cumann na nGaedheal und deren Nachfolgerin, der Fine Gael. Costello war von 1948 bis 1951 sowie von 1954 bis 1957 Taoiseach (Ministerpräsident) der Republik Irland.

## Frühes Leben
Costello beendete 1914 sein Studium der Geschichts-, Literatur-, Rechts- sowie Sprachwissenschaft am University College Dublin, worauf er sich als Anwalt zulassen ließ. 1922 wurde er zuerst Assistent im Büro für Rechtsfragen der provisorischen Regierung des Irischen Freistaats und später im selben Jahr Assistent des ersten Attorney General (Generalstaatsanwalts) des Freistaats. Diesen Posten hatte Costello auch unter dessen Nachfolger bis 1926 inne, als er selbst als Attorney General berufen wurde. 1932 gab er das Amt auf, um für das Unterhaus des irischen Parlaments, den Dáil Éireann, zu kandidieren, dem er nach seiner erfolgten Wahl 1933 mehrere Jahrzehnte als Vertreter verschiedener Dubliner Wahlbezirke angehören sollte.

## Erste Amtszeit
Bis zur Nachkriegs-Wahl 1948 war Costello eher ein Hinterbänkler. Die Wahl brachte jedoch eine große Koalitionsregierung unter Führung der Fine Gail an die Macht, deren Vorsitzender Richard Mulcahy jedoch wegen seiner Beteiligung am irischen Bürgerkrieg von einigen der kleineren Koalitionspartner als Regierungschef abgelehnt wurde. So wurde Costello als Kompromisskandidat Taoiseach.
Während seiner ersten Regierungszeit erklärte sich der Irische Staat zur Republik und trat aus dem Commonwealth aus, vollendete damit also die Entwicklung zur irischen Unabhängigkeit. Außerdem trat Ireland dem Europarat und dem OECD-Vorgänger Organisation for European Economic Co-operation bei. 1950 geriet die Regierung wegen steigender Inflation und dem Austritt einiger Parlamentarier aus der Koalition unter Druck und schrieb für Juni 1951 vorgezogene Neuwahlen aus, die zur Abwahl und Ablösung durch die Fianna Fáil führten.
Nach der Wahl 1951 führte Costello seine Partei im irischen Parlament, wurde jedoch nicht Parteivorsitzender.

## Zweite Amtszeit
1954 konnte die Fine-Gael-geführte Koalition die Mehrheit erringen, und Costello wurde zum zweiten Mal Ministerpräsident. Größter Erfolg dieser Amtszeit war der Beitritt zu den Vereinten Nationen 1955, jedoch gelang es nicht, die erheblichen wirtschaftlichen Probleme Irlands zu lösen, und ein Koalitionsstreit über das Vorgehen gegen die IRA, in dem Costello eine harte Linie vertrat, führten wiederum nach drei Jahren 1957 zu vorgezogenen Neuwahlen, die von der Fianna Fail gewonnen wurden.

## Spätes Leben
Costello blieb noch für eine Legislaturperiode bis 1961 Parlamentsmitglied, nach 1959 jedoch wieder nur als Hinterbänkler. Nach seinem Rückzug aus der Politik arbeitete er noch bis kurz vor seinem Tod 1976 als Anwalt in Dublin.
Costello war verheiratet und hatte fünf Kinder. Einer seiner Söhne, Declan Costello, war wie sein Vater Generalstaatsanwalt und langjähriger Abgeordneter des irischen Parlaments.